# Грязев, Николай Дмитриевич
 Никола́й Дми́триевич Гря́зев  (1868—?) — государственный деятель Российской империи, действительный статский советник, губернатор Олонецкой и Ковенской губерний.

## Биография
Окончил Николаевское кавалерийское училище в 1887 году, в чине корнета служил в лейб-гвардии Уланском полку. В 1891 году зачислен в запас.
В 1893 году избран предводителем дворянства Грязовецкого уезда Вологодской губернии, одновременно являлся председателем Вологодской губернской земской управы.
С 1902 года — предводитель Ковенского уездного дворянства. В 1905—1910 годах — вице-губернатор Ковенской губернии. С 1908 года имел придворное звание камергера.
В 1910 году назначен на должность Олонецкого губернатора.
С 31 декабря 1912 года — губернатор Ковенской губернии. Находился на этом посту до оккупации территории губернии германскими войсками в августе 1915 года.

## Семья
- дочь Надежда (род. 6 февраля 1902 года)